# 피지크 잡지
피지크 잡지(Physique magazine) 또는 비프케이크 잡지(Beefcake magazine)는 젊고 역동적인 포즈에 최소한의 옷만을 갖춰 입은 비프케이크 남성들을 촬영한 피지크 사진(Physique photography)을 전문적으로 다루는 잡지이다. 1950년대부터 1960년대까지 북아메리카에서 피트니스, 건강, 보디빌딩 전문 또는 식이 요법 결과나 예술적 모델 등으로 소개되었다. 하지만 잡지의 주된 목적은 동성애가 문화적으로 금기되고 정부의 검열 대상이었던 시기 주로 게이 남성들이 만든 성적인 사진들이었다.
피지크 잡지는 신문 가판대나 서점, 약국에서 판매됐다. 또한 미국 전역의 도시나 시골에서도 구독할 수 있었으며, 피지크 픽토리얼과 같은 인기있는 잡지들은 양성애자나 게이 남성들의 미국 내 문화적 연결고리 역할을 하였다. 학자 토머스 워는 피지크 잡지를 "당시 게이 문화에 대한 가장 풍부한 자료"라고 표현하였다.
피지크 잡지는 대략 1950년대 초부터 1960년대 중반까지 인기를 끌었다. 1960년대 후반과 1970년대 게이 포르노 잡지 및 비디오의 합법화로 인해 이용과 접근성이 용이해졌고, 대부분의 잡지사들은 폐업하거나 다른 작품을 만들었다.

## 배경

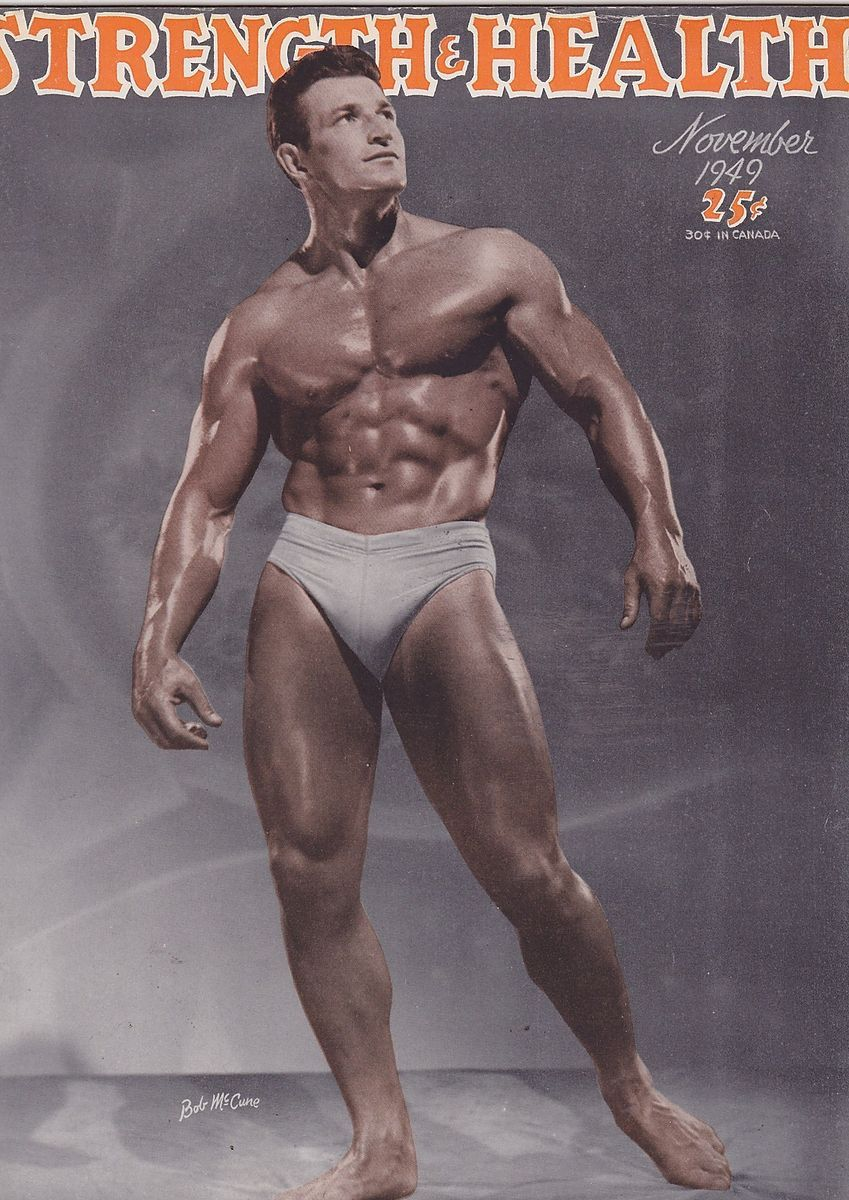
초기의 게이 피지크 사진가들은 게이 남성을 위한 피지크 잡지가 나오기 전 스트렝스 & 헬스 등의 합법적인 보디빌딩 잡지에 작품을 내보냈다.

20세기 초 유진 샌도와 같은 인물이 활동하면서 역도나 보디빌딩에 대한 관심이 높아졌다. 이러한 변화의 초기 원인은 유럽과 북미에 걸쳐 운동과 역도를 통해 신체의 발전을 강조하는 사회 운동인 "신체 문화" 운동이었다. 1890년대 독일을 시작으로 운동을 다루는 잡지들이 등장하기 시작했다. 최초의 영어 잡지는 1898년에 유진 샌도가 출판한 피지컬 컬처와 베르나르 맥패든이 출판한 피지컬 디벨롭먼트가 있다.
위와 동시에 샌도와 조지 해켄슈미트와 같은 유명인사를 포함하여 근육질의 운동 선수들이나 보디나 역도 선수들의 신체 묘사는 대중 매체나 엽서 등으로 점점 더 흔해지며 1900년대부터 1920년대까지 인기를 끌었다.
토머스 워는 19세기 후반 독일의 사회 개혁 운동인 프라이쾨르페르쿨투어가 독일을 포함하여 그 외의 지역에서도 피지크 잡지의 발전에 영향을 미쳤다고 언급하였다.
1920년대까지 근육을 가진 남성에 대한 수요는 존 허닉과 같이 피지크 사진술을 전문으로 하는 사진작가가 생겨나는 배경이 되었다. 워는 보디빌딩의 뒤에서 일하는 "체계적 암호의 게이 하위문화"의 첫 출현을 1930년대까지 거슬러 올라갔다. 이 시기에 활동했던 게이 피지크 사진작가들로는 에드윈 F. 톤젠드, 얼 포브스, 로버트 게버트, 알 어반, 론 해너건, 루 멜런, 바톤 호바스 그리고 딕 팔콘(팔콘을 제외하고는 모두 뉴욕에서 활동했다) 등이 있었다. 이 시기 동안 많은 사진작가들이 필수적으로 나체 사진을 찍었으며, 만약 출판을 위해 생식기가 가려져 있어야 했다면, 나체로 찍은 후 네거티브나 사진을 수정한 후 출판했다.
1930년대에는 밥 호프먼의 1932년부터 출판하기 시작한 "스트렝스 & 헬스"나 몬트리올에 본사를 두었던 조와 벤 와이더 형제의 머슬 & 피트니스와 같이 보디빌딩 잡지의 새로운 세대가 열렸다. 알 어번이나 밥 마이저 등의 게이 사진작가들은 제2차 세계 대전 당시 주요 피트니스 잡지였던 스트렝스 & 헬스 잡지의 뒷면에 누드 사진을 판매하기 위한 광고를 실었다. 게이 독자를 위한 것이라는 추가 증거는 해당 잡지의 "리거스" 칼럼에 인쇄덴 펜팔 편지에 게이와 관련된 부분이 담겨 있는 것 등이 있다.
게이 남성들이 보디빌딩계에 발을 들이게 된 또 다른 연결고리는 보디빌딩 대회였다. 현대 보디빌딩 대회의 효시는 1939년에 열렸던 미스터 아메리카였다. 밥 마이저는 남성들이 근육질의 몸에 노출이 심한 의상을 입고 무대에서 포즈를 잡는 대회에 동성애자들의 관객의 많은 부분을 차지했던 사실이 "공개적인 비밀"이었다고 언급하였다. 또한 게이 남성들은 자신들만의 공동체에서 경연 대회를 조직하거나 이벤트 사진작가로 활동했다.
게이 남성들을 직접적으로 겨냥한 피지크 잡지가 1950년대부터 등장하기 시작하면서 전통적인 보디빌딩 출판물은 새로운 세대 잡지들에 항의롤 보냈다. 스트렝스 & 헬스는 청소년 비행의 원인이 된 "쓰레기 잡지"라며 편집 경고를 보냈고, 잡지 아이언 맨은 보디빌딩 잡지와 이벤트에 "침입한" 동성애적 요소에 대한 관리를 요구하였다.

## 주제
모든 피지크 잡지의 특징은 거의 벌거벗은 매력적인 남자들의 동성애 사진인 피지크 사진과 동성애적 예술 작품의 복제품, 서평과 같은 내용이 들었다.

### 사진
피지크 사진들은 일반적으로 포즈 스트랩(성기를 가리기 위한 주머니가 달린 끈 스타일의 속옷)이나 수영복, 짧은 반바지, 수건이나 천 조각 등으로 최소한만 가린 젊은 남성들이 주였다. 전신 나체는 외설적인 사진에 대한 법 집행이 느슨해지고 노골적인 포르노물로서 피지크 잡지가 쇠퇴하기 전까지는 묘사되지 않았다. 1960년대 초반부터 일부 잡지들은 포즈 스트랩으로 성기의 윤곽을 볼 수 있게 하며 노골성을 강화했다.
미국의 신문 가판대에 남성의 나체가 고스란히 등장한 것은 1965년부터 시작된 유럽의 나체주의 생활양식의 변명이 담긴 출판물이 수입되고 나서부터였다. 1966년 전면 나체를 최초로 다룬 미국의 잡지는 드럼과 샌프란시스코 버치였다.
사진은 밥 마이저나 애슬레틱 모델 길드의 다양한 사진작가나 스튜디오에서 촬영하였지만, 일부 잡지에는 독자들이 보낸 아마추어 사진도 실렸다.
피지크 잡지는 근육질 체격에 초점을 둔 주류 피트니스나 보디빌딩 잡지에 비해 날씬하고도 자연스러운 체격의 남성 등 다양한 체형을 가진 모델들이 등장했다. 모델은 대부분 백인 남성들이었는데, 이는 잡지 소비자들 사이 다양한 인종에 대한 수요가 약했기 때문이다.
모델은 보통 10대 후반에서부터 20대의 젊은 성인 남성들이었지만, 미성년 모델들이 이따금 등장하기도 했다. 가령 1955년 피지크 픽토리얼은 여름호에 16살 표지 모델을 사용했고, 봄호에 14살 모델을 2쪽 분량으로 실었다.
설명 문단에서는 일반적으로 모델의 이름, 나이, 신쳇값 등과 함께 다양한 세부 정보가 들어갔다. 그러나 이러한 정보는 독자들의 입맛을 끌기 위해 조작된 경우가 많았으며, 대부분의 스튜디오 또한 모델들에게 가명을 사용하는 것을 허용했다.
센터폴드(핀업이나 누드와 같은 사진을 출판물 중간에 삽입하는 것) 형식은 플레이보이와 같은 이성애자 전용 잡지에서 대중화된 후 피지크 잡지에서도 등장하기 시작하였다.

### 그림

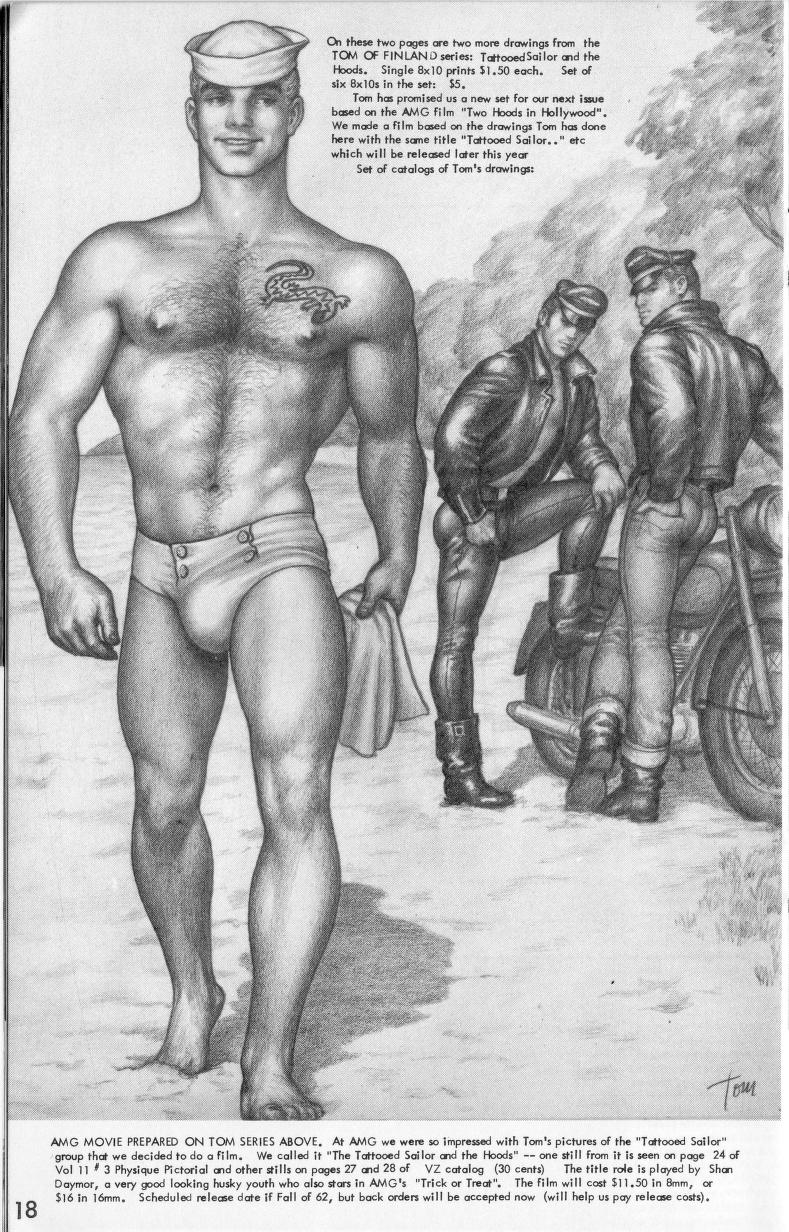
1962년 피지크 픽토리얼에 실린 톰 오브 핀란드의 그림

피지크 잡지는 이따금 조지 퀀턴스나 에디엔트 등의 게이 예술가들의 동성애 관련 그림을 복제하였다. 유명한 게이 아티스트인 톰 오브 핀란드는 1956년 피지크 픽토리얼에 그림을 보낸 후 미국에서 주목받게 되었고(당시 편집자인 밥 마이저가 톰 오브 핀란드라는 이름을 만들어주었다.)
피지크 아트 쿼털리(영어: Fizeek Art Quarterly)와 같은 잡지들은 피지크 그림만을 고집하였고, 이러한 잡지는 1963년부터 1964년까지 짧은 유행을 거쳤다.

### 광고
많은 피지크 잡지들이 우편 배달 방식을 채택해 판매 부수를 두 배 가까이 늘렸다. 피지컬 픽토리얼은 이전에 스트렝스 & 헬스의 뒷 페이지에 광고를 넣었던 것처럼 애슬레틱 모델 길드의 사진 세트를 우편으로 판매하면서 시작하였다. 배달 방식으로 팔리던 사진들은 소비자가 문질러 지울 수 있는 사진이나 정면 누드 등 더욱 노골적인 사진들이 주를 이루었다. 이후 잡지사들은 슬라이드, 달력, 스트랩과 같은 다른 상품들도 만들었다.

### 동성애와의 연결점
피지크 잡지는 주로 게이 남성들이 만들었지만, 초반에는 동성애에 대한 노골적인 언급을 피했고, 다른 내용을 설명하기 위해 많은 거짓이 들어갔다. 하지만 시간이 지나면서 거짓말들의 빈도가 줄어들었고, 글이나 사진 내용에 성적 암시를 넣기도 했다.

#### 변명
토머스 워는 피지크 잡지가 진정한 목적과 독자들을 가리기 위해 사용하였던 세 가지 주요 "알리바이"를 설명했다. 투모로우스 맨을 포함한 일부 잡지는 다이어트나 역도에 관한 짧은 기사, 보디빌딩 대회에 대한 보도, 모델들의 근육 발달에 대한 해설을 덧붙이며 건강과 피트니스를 홍보하려는 것처럼 위장하였다. 두 버째로는 일부 잡지들이 예술가들의 참고 사진 제공용이라고 둘러댄 것이었다. 예컨대 피지컬 픽처의 1954년 호에서는 잡지가 "주로 미술을 위한 참고서로서 기획되었으며, 전국의 대학 및 사립학교에서 널리 사용하고 있다"고 언급하였다. 마지막으로는 주로 유럽에서 출판된 잡지에서 발견되는 점으로, 나체주의 운동과 관련되어 있다고 주장하는 것이었다.
워는 피지크 잡지의 실체가 "공개적인 비밀"이었을 가능성이 높으며, 대부분의 변명거리는 다른 사람들이 존재를 알고 있음에도 명목상으로 넣은 것이었다고 설명했다. 하지만 시간이 지나면서 변명거리들은 거의 줄어들었다. 1960년대에 대부분의 잡지들은 보디빌딩의 경직된 포즈에서 벗어나 더욱 자연주의적인 자세를 취하기 시작했다.

#### 동성애 언급
게이 독자들을 위해 초기 잡지에서 보였던 암시에는 피지크 잡지가 고대 그리스-로마 시대의 이미지나 분위기를 사용했다는 점이다. 초창기에는 그레시언 길드 픽토리얼, 아폴로, 불컨, 영 아도니스와 같이 여러 잡지 이름과 사진에 그리스식 이름이나 소품이 자주 사용됐다.
시간이 흐를 수록 일부 잡지에서는 동성애에 대한 직접적인 언급을 하려고 하였다. 1959년 7월호 VIM은 "남성, 도덕, 더욱"이라는 제목의 기사를 실었다. 기사에는 동성애는 단지 다른 것이라고 이야기하며 알프레드 킨제이의 남성 성에 관한 연구를 인용하였고, 또한 동성애자와 피지크 잡지의 독자들이 청소년 범죄의 원인으로 부당하게 희생당하고 있다고 있다고 언급했다.
1964년부터 클라크 폴락이 출판한 드럼에서는 피지크 사진과 동성애 운동을 병행하는 편집 콘테츠를 선보였다. 1965년과 1969년 사이 동성애자 잡지 발행 부수는 10배가 증가했으며, 보다 직접적인 언급이 되는 잡지의 성행으로 피지크 잡지는 쇠퇴하였다.

## 규모
피지크 잡지에 대한 인기가 최고조에 달했을 때는 주요 산업 중 하나로 꼽히기도 했다. 잡지 발행 부수는 ONE 잡지나 매터친 리뷰와 같은 동성애자 권리 운동 잡지보다 10배, 많게는 100배까지 초과한 것으로 추정된다. 이러한 불균형에 영향을 미친 한 가지 요인은 동성애자와 직접적으로 연관된 출판물은 신문 가판대에 걸리기 힘들었다는 것이었다. 1964년 오하오주 데이턴에 위치한 대형 신문 가판대에서는 20여종의 피지크 잡지가 판매되고 있었는데, 각 잡지는 한 호당 2만 부에서 4만 부 정도 판매되었다. 한 출판사는 미국에서 판매한 모든 연간 피지크 잡지 판매 부수를 900만 부로 추산하였다.
미국은 피지크 사진 분야에서 세계 1위를 차지하였고, 미국산 피지크 잡지는 국제적으로 소비되었지만, 영국의 메일 모델 먼슬리나 호주의 머슬 빌더, 프랑스의 시엉스 퀼트리스트, 아폴롱-비뉘스 등 다른 국가에서도 피지크 잡지에 존재했다. 조 웨이더와 앨런 B. 스톤을 포함한 일부 캐나다 잡지나 사진들을 국제적으로 널리 유통되었다.

## 유명한 잡지 출판자
밥 마이저의 피지크 픽토리얼은 게이를 독자로 설정한 최초의 피지크 잡지이자 미국의 게이 남성을 대상으로 한 최초의 잡지이다. 마이저의 사진은 애슬레틱 모델 길드를 통해 배포되었으며, 해외를 포함해 다른 잡지에도 실렸다.
캐나다의 보디빌더이자 사업가였던 조 와이더는 1940년부터 보디빌더 잡지인 유어 피지크(Your Physique)를 출간했지만, 1950년대와 1960년대에는 아도니스, 보디 뷰티풀, 더 영 피지크 등 몇몇 피지크 잡지를 출판하였다. 다른 저명한 잡지사 사람들과는 달리 와이던느 이성애자였다. 와이더는 자신의 피지크 잡지를 편집해 줄 사람으로서 동성애자인 할 워너를 고용했다. 와이더는 1980년대에 맨스 피트니스와 같은 피트니스 잡지를 창간하기도 하였다.
길드 프레스의 설립자인 린 워맥은 수많은 피지크 잡지를 만들었으며, 그레시언 길드 피토리얼, VIM, 맨유얼(영어: MANual) 등 기존의 여러 출판사들을 인수했다. 워맥은 또한 대법원까지 간 매뉴얼 엔터프라이지스, Inc. v. 데이 사건에서 법적 공방을 하였다.
피지크 잡지에 사진을 제공하는 스튜디오는 출판사에 직접적인 보상을 거의 받지 못하였고, 잡지는 독자들에게 사진의 통신 판매를 광고하는 역할을 했다. 브루스 벨라스나 론 오브 뉴욕과 같은 유명한 피지컬 스튜디오 등은 새로운 잡지를 창간하기도 했다.

## 법적 문제
미국의 피지크 잡지 생산자와 소비자는 법적 문제에 빈번하게 얽혔고, 특히 당시 미국 우체국은 1873년 콤스톡 법에 따라 외설물로 간주되는 우편물이 유통되는 것을 막는 역할을 했다. 미국에서 "외설"의 정의는 "비도덕적인 영향을 받기 쉬운 사람들의 마음을 타락시키는" 경향이 있는 모든 히클린 테스트를 따랐다. 히클린 테스트는 로스 대 미국에 대한 대법원 판례로 대체되었으며, 이는 "사회적 가치를 완전히 회복하지 않고"라는 기준을 확립시켰다.
데이비드 K. 존슨에 따르면 피지크 잡지 산업과 관련된 거의 모든 사진 작가와 출판업자들이 체포와 재판을 받았고, 밥 마이저, 린 워맥, 존 배링턴을 포함해 수많은 사람들이 수감 조치되었다. 최초의 피지크 잡지가 나오기 이전인 1940년대에 밥 마이저와 알 어반과 같은 사진작가들은 우편을 통해 사진을 배포한 것으로 우편 검사관들의 조사 대상이 됐다. 피지크 잡지 시대까지 이어진 패턴으로 사진작가나 출판사가 재판에서 최소 한 번 이상의 결과로 승소를 하였지만, 소송에서 상당한 재정적 부담을 받았다.
생산자 외에도 소비자들 또한 기소 대상이 됐다. 가장 잘 알려진 예시로는 1959년 매사추세츠주에서 7명의 "피지크 매니아"가 그레시언 길드 픽토리얼, 맨유얼, 짐 등의 피지크 잡지를 포함한 "외설적 사진 및 문학"의 소유로 기소된 적이 있었다. 결과적으로 7명 중의 한 명인 스미스 칼리지의 문학 교수였던 뉴턴 아빈은 교직에서 쫓겨났으며, 그 후 우울증으로 병원에 입원하였다.

## 영향
학자 데이비드 K. 존슨은 피지크 픽토리얼이 창간된 1951년부터 1967년까지를 "피지크의 시대"라고 묘사했다. 토머스 워는 1955년부터 1965년까지 잡지의 인기가 최고조에 달했다고 이야기하였다. 피지크 잡지는 1960년대 말 동성애의 전면적인 나체 묘사 및 이야기가 허용된다는 법적 판결로 인하여 거의 사라졌다. 일부 잡지는 명맥을 유지한 채 다른 작품을 만들어냈다. 피지컬 픽토리얼은 1969년 피지컬 사진에서 전신 나체 사진을 출판하는 곳으로 바꾸어 1990년까지 이름을 이어나갔다.

## 같이 보기
- 장미 (장르)

### 참고 문헌
- Cooper, Emmanuel (2007) [1st pub. 1990]. 《Fully Exposed: The Male Nude in Photography》 2판. Routledge. OCLC 1050065497.
- Johnson, David K. (2019). 《Buying Gay: How Physique Entrepreneurs Sparked a Movement》 eBook판. New York: Columbia University Press. ISBN 978-0-231-54817-5.
- Johnson, David K. (2010). “Physique pioneers: The politics of 1960s gay consumer culture” (PDF). 《Journal of Social History》. 2022년 7월 5일에 원본 문서 (PDF)에서 보존된 문서. 2022년 7월 5일에 확인함.
- Krauss, Kenneth (2015). 《Male Beauty: Postwar Masculinity in Theater, Film, and Physique magazines》. SUNY Press. ISBN 978-1-4384-5000-1. OCLC 906090551.
- Meeker, Martin (2006). 《Contacts Desired: Gay and Lesbian Communications and Community, 1940s–1970s》. Chicago: University of Chicago Press. ISBN 0-226-51735-7.
- Nealon, Christopher (2001). 《Foundlings: Lesbian and Gay Historical Emotion before Stonewall》. Duke University Press. ISBN 0822380617.
- Waugh, Thomas (1996). 《Hard to Imagine: Gay Male Eroticism in Photography and Film from Their Beginnings to Stonewall》. Columbia University Press. ISBN 0-231-09998-3.